# Liste von Alleen in Remscheid
In der Liste von Alleen in Remscheid sind geschützte Alleen nach § 41 LNatSchG NRW im Stadtgebiet Remscheid aufgeführt, die einen Eintrag im Alleenkataster des Landes NRW haben.
| Bild           | Kennung    | Bezeichnung und Lage                                                            | Hauptbaumart(en) | Jahr des Erstpflanzung                    | Länge     |
| -------------- | ---------- | ------------------------------------------------------------------------------- | --- | ----------------------------------------- | --------- |
| weitere Bilder | AL-RS-0001 | Lindenallee an der Martin-Luther-Straße                                         | Linde (Tilia spec.) |                                           | 956,17 m  |
| weitere Bilder | AL-RS-0002 | Rosskastanienallee an der Lüttringhauser Straße                                 | Rosskastanie (Aesculus hippocastanum) 10 alte Kastanien wurden wg. Krankheit gefällt und 2015 durch Linden und Ahornbäume ersetzt | 1901–25, 2015 Nachpflanzung (Ahorn/Linde) | 278,48 m  |
| weitere Bilder | AL-RS-0003 | Spitz-Ahornallee an der Schwelmer Straße                                        | Spitz-Ahorn (Acer platanoides) |                                           | 1532,24 m |
| weitere Bilder | AL-RS-0004 | Geformte Platanenallee an der Küppelsteiner Straße                              | Platane (unbestimmt) (Platanus spec.)                                                                                             |                                           | 308,00 m  |
| weitere Bilder | AL-RS-0005 | Lindenallee am Rather Ring                                                      | Linde (unbestimmt) (Tilia spec.)                                                                                                  | 1925–50                                   | 239,26 m  |
| weitere Bilder | AL-RS-0006 | Lindenallee an der Von-Bottlenberg-Straße                                       | Linde (unbestimmt) (Tilia spec.)                                                                                                  |                                           | 237,81 m  |
| weitere Bilder | AL-RS-0007 | Lindenallee an der Luckhauser Straße                                            | Linde (unbestimmt) (Tilia spec.)                                                                                                  |                                           | 179,15 m  |
| weitere Bilder | AL-RS-0008 | Platanenallee an der Schillerstraße                                             | Platane (unbestimmt) (Platanus spec.)                                                                                             |                                           | 457,58 m  |
| weitere Bilder | AL-RS-0009 | Alleensystem aus Linden auf dem ev. Friedhof Hasten                             | Linde (unbestimmt) (Tilia spec.)                                                                                                  |                                           | 280,47 m  |
| weitere Bilder | AL-RS-0010 | Lindenallee an der Intzestraße                                                  | Linde (unbestimmt) (Tilia spec.)                                                                                                  |                                           | 1368,74 m |
| weitere Bilder | AL-RS-0011 | Rotdornallee                                                                    | Scharlach-Weißdorn (Crataegus pedicellata)                                                                                        |                                           | 304,26 m  |
| weitere Bilder | AL-RS-0012 | Lindenallee an der Sauerbronnstraße                                             | Linde (unbestimmt) (Tilia spec.)                                                                                                  |                                           | 313,92 m  |
| weitere Bilder | AL-RS-0013 | Lindenallee an der Ringelstraße                                                 | Linde (unbestimmt) (Tilia spec.)                                                                                                  |                                           | 191,96 m  |
| weitere Bilder | AL-RS-0014 | Albert-Schmidt-Allee                                                            | Ahorn (unbestimmt) (Acer spec.)                                                                                                   |                                           | 710,11 m  |
| weitere Bilder | AL-RS-0015 | Rosskastanienallee an der Straße „Garschager Heide“                             | Rosskastanie (Aesculus hippocastanum)                                                                                             |                                           | 264,99 m  |
| weitere Bilder | AL-RS-0016 | Lindenallee an der Ritterstraße                                                 | Linde (unbestimmt) (Tilia spec.)                                                                                                  |                                           | 124,61 m  |
| weitere Bilder | AL-RS-0017 | Gemischte Allee an der Pestalozzistraße                                         | |                                           | 331,03 m  |
| weitere Bilder | AL-RS-0018 | Lindenallee an der Feldstraße                                                   | Linde (unbestimmt) (Tilia spec.)                                                                                                  |                                           | 318,67 m  |
| weitere Bilder | AL-RS-0019 | Winterlindenallee bei Dörpholz                                                  | Winter-Linde (Tilia cordata) | 2010 wurden 64 10-jährige Bäume gepflanzt | 353,76 m  |
| weitere Bilder | AL-RS-9001 | Winterlindenallee nördl. der Rieselfelder (zugeh. Naturschutzgebiet Westerholt) | Winter-Linde (Tilia cordata) |                                           | 237,35 m  |
| weitere Bilder | AL-RS-9002 | Krimlinden-Allee, Zuweg Westerholt 1+2 (zugeh. Naturschutzgebiet Westerholt)    | Krim-Linde (Tilia x euchlora (T. cordata x T. dasystyla))                                                                         |                                           | 489,01 m  |